# Maria White Lowell
Maria White Lowell   (Watertown, 8 de juliol de 1821 - Cambridge, 27 d'octubre de 1853)  fou una poeta i abolicionista nord-americana. Els seus poemes van ser impresos en privat pel seu marit (també poeta), James Russell Lowell, dos anys després de la seva mort.

## Biografia
Maria White va néixer a Watertown, Massachusetts, en una família d'intel·lectuals de classe mitjana. Va ser criada sota estricta disciplina ascètica al convent d'Ursulines, que va ser cremat per una organització el 1834.

## Carrera
Lowell es va involucrar en el moviment antialcohòlic i va ser defensora dels drets de les dones. El 6 de novembre de 1839, va ser una de les dones locals que va assistir a la primera "conversa" organitzada per la defensora dels drets de les dones Margaret Fuller.
Aquell mateix any, el germà de Maria White, William, la va presentar al seu company de classe de Harvard, James Russell Lowell, qui esdevindria el seu marit pocs anys més tard.  Els dos es van comprometre a la tardor de 1840 però per insistència del seu pare, Abijah White, el casament es va ajornar fins que Lowell tingués una feina remunerada.
Durant l'hivern de 1843-1844, Maria White i la seva mare van abandonar el desolador barri de Boston per passar uns mesos amb el clima més suau de Filadèlfia . Van acomodar-se a la pensió d'una amiga, l'hostessa Parker, que, amablement, les va donar a conèixer i les va introduir als seus cercles d'amics. Els White no tenien coneixement del quaquerisme, però el seu tarannà senzill i senzill va encaixar i trobar molt en comú amb els membres d'aquesta religió que, al seu torn, van gaudir de conèixer els White. Van crea fortes amistats i, com a resultat natural d'aquestes, la tendència de Maria White cap al moviment antiesclavista, aleshores encara en els seus inicis impopulars, es va reforçar i continuar. Quan el clima es va fer més càlid i els vents de l'est de Nova Anglaterra van haver disminuït, la mare i la filla van tornar a Watertown. Es va instar a Maria White a romandre més temps a Filadèlfia i a visitar alguns dels seus nous amics a casa seva, però la seva resposta va ser característica: "No, no. N'he deixat un a Cambridge que em semblar calorós fins i tot el vent de l'est". Es referia a James Russell Lowell, el seu promès.
Poc després que Lowell publicés Conversations on the Old Poets, una col·lecció dels seus assaigs publicats anteriorment,  la parella finalment es va casar el 26 de desembre de 1844, a casa del seu pare.  El nou marit creia ella era un ésser especial, formada per "la meitat de la terra i encara més del cel". Un amic va descriure la seva relació com "la imatge mateixa d'un autèntic matrimoni".
Maria White, que es va involucrar en moviments contra la intemperança i l'esclavitud, el que la va portar a unir-se a la Boston Female Anti-Slavery Society i va persuadir Lowell perquè es convertís en abolicionista. La nova senyora Lowell, però, tenia una salut precària i la parella es va traslladar a Filadèlfia poc després del seu casament amb l'esperança que allà es curaria.
L'any 1845, la recent casada parella va tornar a Filadèlfia, i es va acordar que el Sr. Lowell fes algun treball editorial sobre el Pennsylvania'a Freeman, un setmanari antiesclavista d'aquesta ciutat i també fes contribucions regulars a l' Estàndard Antiesclavitud . Abans de marxar de Filadèlfia, els Lowell es van fer endur els seus daguerrotips per Langenheim. Aquestes són les úniques fotografies obtingudes de la seva primera etapa matrimonial. A la primavera de 1845, els Lowell van tornar a Cambridge, Massachusetts, per establir la seva llar a Elmwood. Allà van tenir quatre fills tot i que només un va sobreviure la infància. La seva primera, Blanche, va néixer el 31 de desembre de 1845, però va viure només quinze mesos; Rose, nascuda l'any 1849, també va sobreviure només uns mesos; el seu únic fill, Walter, va néixer el 1850 però va morir el 1852. Només la seva quarta, Mabel, va sobreviure fins a l'edat adulta.

### La mort
Fràgil, delicada i afectada per la mala salut al llarg de la seva vida, Maria White Lowell va morir el 27 d'octubre de 1853  als 32 anys a Cambridge, Massachusetts. Actualment, està enterrada amb el seu marit al cementiri de Mount Auburn . Un volum dels seus poemes va ser imprès en privat pel seu marit després de la seva mort (Cambridge, 1855). Les obres més conegudes són "El pastor alpí" i "La glòria del matí".

## Resposta crítica i influència
El 1870, quan Emily Dickinson va conèixer Thomas Wentworth Higginson, va esmentar la poesia de Maria White Lowell. Dickinson va demanar més informació  i es creu que podria haver inspirat els seus treballs. Un dels poemes de Lowell, "The Sick Room", ha estat descrit com "Dickinsonian". El seu poema "The Grave of Keats" es va publicar a l'antologia de 1874 Poems of Places, editada pel seu antic veí Henry Wadsworth Longfellow .
Amy Lowell, descendent de la família, va elogiar l'escriptura de Maria Lowell: "Això és poesia! És millor que qualsevol cosa que hagi escrit el seu marit, i ell sempre havia dit que ella era una poeta millor que ell".

## Cites
- "Dues ànimes amb un sol pensament, dos cors que bategen com un." – traduït per Lowell del drama de Bellinghausen, "Der Sohn der Wildnis (1842)" a l'obra Ingomar el bàrbar[9][10][11][12]